# Serb Creek
Der Serb Creek ist ein linker Nebenfluss des Zymoetz River im Westen der kanadischen Provinz British Columbia. 

## Flusslauf
Der Serb Creek entsteht in den Hazelton Mountains, einem Gebirgszug östlich der Kitimat Ranges, auf einer Höhe von etwa 1100 m am Zusammenfluss mehrerer gletschergespeister Gebirgsbäche. Er fließt anfangs in nordöstlicher Richtung durch das Gebirge, wendet sich auf den letzten 8 Kilometern in Richtung Nordnordwest und mündet schließlich unterhalb des McDonell Lake in den Zymoetz River. Er gehört somit zum Flusssystem des Skeena River. Seine Länge beläuft sich auf etwa 25 Kilometer. 
Am Serb Creek wurden Bodenschätze entdeckt, zuletzt 1960 ein Molybdänvorkommen (Serb Creek Molybdenum Deposit), das auf 41,15 Millionen Tonnen geschätzt wird. Das Tiefengestein unter dem Serb Creek setzt sich aus mittelkörnigem Quarz-Monzonit zusammen.

## Etymologie
Den Namen bekam das Fließgewässer von einem kanadischen Beamten im Jahr 1915. Dieser benannte ihn nach den Serben. Ob er sich dabei auch auf die vor Ort lebenden und arbeitenden serbischen Siedler bezog, ist nicht geklärt. Hierzu ist nur eine Handnotiz festgehalten, die lautet: ....after gallant allies. Das Küstengebiet British Columbias wurde von aus Kalifornien hergezogenen serbischen Siedlern, die ursprünglich überwiegend aus Dalmatien stammten, ab 1900 besiedelt. Der Name wurde 1936 nochmals offiziell bestätigt. Nach dem Serb Creek wurden lokal die umliegende Region Serb Region und ihr höchster Gipfel Serb Peak benannt.